# Frank Ragnow
Norman Frank Ragnow (Chanhassen, 17 maggio 1996) è un ex giocatore di football americano statunitense che ha militato nel ruolo di centro per tutta la carriera con i Detroit Lions della National Football League (NFL).

## Carriera universitaria
Al college Ragnow giocò a football con gli Arkansas Razorbacks dal 2014 al 2017. Divenne titolare nella seconda stagione come guardia destra, passando definitivamente nel ruolo di centro l'annata successiva.

## Carriera professionistica
Il 26 aprile 2018 Ragnow fu scelto come 20º assoluto nel Draft NFL 2018 dai Detroit Lions. Debuttò come professionista partendo come titolare nel Monday Night Football del primo turno contro i New York Jets. La sua stagione da rookie si chiuse disputando tutte le 16 partite come titolare.
Nel 2020 Ragnow fu convocato per il suo primo Pro Bowl (non disputato a causa della pandemia di COVID-19) e inserito nel Second-team All-Pro.
Il 6 maggio 2021 Ragnow firmò un rinnovo contrattuale fino al 2026 con un compenso di 13,5 milioni di dollari l'anno che lo rese il centro più pagato della lega. Fu convocato per il Pro Bowl anche nel 2022, 2023 e 2024.
Il 2 giugno 2025 Ragnow annunciò il ritiro dopo sette stagioni.

## Palmarès
- Convocazioni al Pro Bowl: 4

2020, 2022, 2023, 2024
- Second-team All-Pro: 3

2020, 2023, 2024